# Катервьель
Катервье́ль (фр. Cathervielle, окс. Catervièla) — коммуна во Франции, находится в регионе Юг — Пиренеи. Департамент — Верхняя Гаронна. Входит в состав кантона Баньер-де-Люшон. Округ коммуны — Сен-Годенс.
Код INSEE коммуны — 31125.

## География

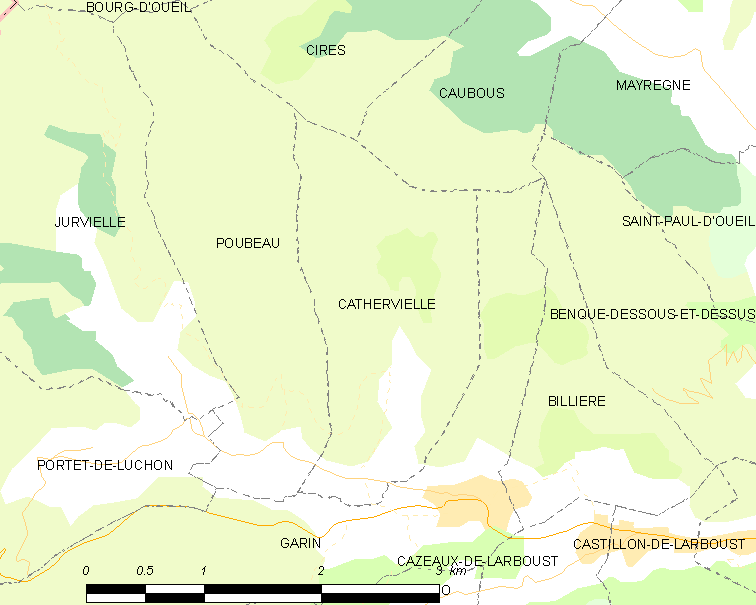
Карта коммуны

Коммуна расположена приблизительно в 690 км к югу от Парижа, в 120 км к юго-западу от Тулузы.
На юге коммуны протекает небольшая река Порте (фр. Portet).

## Климат
Климат умеренно-океанический. Зима мягкая и снежная, весна характеризуется сильными дождями и грозами, лето сухое и жаркое, осень солнечная. Преобладают сильные юго-восточные и северо-западные ветры.

## Население
Население коммуны на 2010 год составляло 33 человека.
| 1962 | 1968 | 1975 | 1982 | 1990 | 1999 | 2010 |
| ---- | ---- | ---- | ---- | ---- | ---- | ---- |
| 57   | 34   | 23   | 30   | 33   | 30   | 33   |

## Администрация
| Период | Период | Фамилия         | Партия | Примечания |
| ------ | ------ | --------------- | ------ | ---------- |
| 2001   | 2008   | Жан Саказ       |        |            |
| 2008   | 2020   | Кристиан Ампорт |        |            |

## Экономика
В 2010 году среди 23 человек трудоспособного возраста (15—64 лет) 18 были экономически активными, 5 — неактивными (показатель активности — 78,3 %, в 1999 году было 61,9 %). Из 18 активных жителей работали 17 человек (10 мужчин и 7 женщин), безработной была 1 женщина. Среди 5 неактивных 1 человек был учеником или студентом, 4 — пенсионерами, 0 были неактивными по другим причинам.

## Достопримечательности
- Церковь Св. Стефана (XIV века). Исторический памятник с 1977 года[4]